# Coptops senegalensis
Coptops senegalensis är en skalbaggsart som beskrevs av Stefan von Breuning 1968. Coptops senegalensis ingår i släktet Coptops och familjen långhorningar.
Artens utbredningsområde är Senegal. Inga underarter finns listade i Catalogue of Life.